# Пеню Киров
Пеню Киров е български езотерик, първият ученик на Петър Дънов и един от основните му сподвижници.

## Биография
Роден е на 13 юли 1868 г. в град Карнобат. Родът на баща му е от село Раково в Сливенския Балкан, но се е преселил в Сливен, а поколението на баща му – в Карнобат. Завършва прогимназия в Карнобат. Едва на 15-годишна възраст става учител.:с. 499–500
През 1885 година се записва доброволец в Сръбско-българската война, поваля го дезинтерия и едва оживява. През 1887 г. е взет за войник, освободен е през 1890 г. Встъпва в брак през 1895 година; нямат деца, но осиновяват дете на сестра му.:с. 500, 507
В рода му има пет поколения много религиозни хора. Самия него изследователите определят не като религиозен в съвременния смисъл на думата, а като духовен човек, мистик, чийто живот е наниз от духовни изживявания, а още от 7-годишен има видения.:с. 500, 507 Запознава се с д-р Георги Миркович през 1889 – 1890 г. по време на строежа на жп линията Ямбол – Бургас, където е надзирател, а докторът – държавен лекар. Години наред се срещат и правят спиритични сеанси.:с. 508
През 1898 г. се среща с Петър Дънов и става неговият първи ученик. През юли 1900 г. Петър Дънов кани него, д-р Георги Миркович и Тодор Стоименов на среща във Варна, с която се слага началото на годишните срещи на „Веригата“, както първоначално наричат кръга около него. Още от 1898 г. между Пеню Киров и Дънов започва оживена кореспонденция, продължила до смъртта на Пеню Киров, в която разискват духовни въпроси, като в някои от писмата си Петър Дънов дава за първи път някои основни за учението си текстове („Добрата молитва“, „Свидетелствата Господни“, „Божието обещание“). Пеню Киров старателно е събирал черновите на писмата си до Дънов, а получените след това отговори е прикрепвал към тях. Така чрез тази стриктно подредена кореспонденция се проследява дейността за полагане основите на бъдещото общество „Бяло Братство“, духовните задачи, пред които се изправят, и тези, които Дънов е поставял на учениците си.:с. 25–26
На 18 май 1903 г. Пеню Киров тръгва да обикаля България, проповядвайки и разпространявайки духовна литература. Придружаван е от Малкон Портомян (арменец, който в някои селища държи проповеди на турски) и в продължение на цяла година те обикалят по села, колиби, градове, лете и зиме, правейки огромна обиколка на страната. За Пеню Киров това е призвание от Бога. Такива пътувания той предприема и през други години до края на живота си. :с. 501, 509–510
Избран е за ръководител на Бургаското братство при образуването му на 27 юли 1907 г. и остава на този пост до 25 юли 1914 г.:с. 511 Един от най-близките съратници на Петър Дънов, който възлага на него работа от духовен характер.:с. 514
Почива на 27 януари 1918 в град Бургас.

## Книги
Петър Дънов/Пеню Киро. Епистоларни диалози – том I и том II. Второ допълнено издание, обогатено с факсимилета на оригиналите, е издадено през 2020 г.